# Christ's College

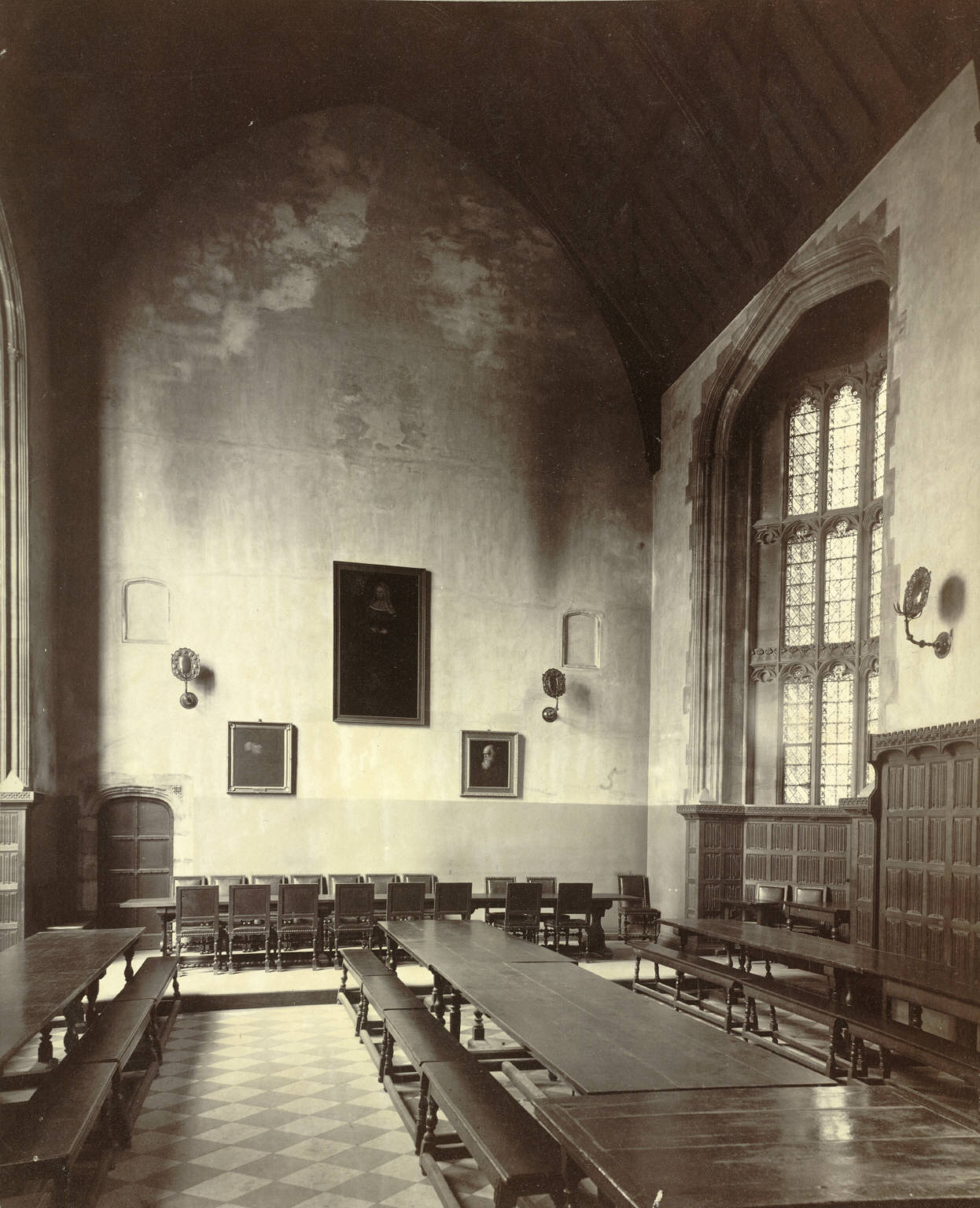
Intérieur du réfectoire vers 1880.

Christ's College est l'un des 31 collèges de l'université de Cambridge au Royaume-Uni. 
Elle est largement réputée pour son haut niveau universitaire. Elle a aussi un très bon niveau dans les activités sportives : les équipes de rugby à XV et de football fonctionnent extrêmement bien dans les rencontres interuniversitaires.
Le collège s'est développée à partir de God's House fondée en 1437 sur les terres maintenant occupées par le King's College (Cambridge). Elle a reçu son premier permis royal en 1446. Elle s'est déplacée à son emplacement actuel en 1448 où elle a reçu son deuxième permis royal.

## Personnalités liées au collège
- John Turner (1712-1780), avocat et homme politique britannique.